# Natação no Campeonato Mundial de Esportes Aquáticos de 2024 - 200 m costas feminino

A prova dos 200 metros costas feminino da natação no Campeonato Mundial de Esportes Aquáticos de 2024 foi realizada nos dias 16 e 17 de fevereiro de 2024 em Doha, no Catar.

## Formato da competição
A competição consiste em três rodadas: eliminatórias, semifinais e final. As nadadoras com os 16 melhores tempos nas baterias preliminares avançam as semifinais. Já as nadadoras com os 8 melhores tempos nas semifinais avançam a final. Desempates (swim-offs) são utilizados conforme necessário para quebrar os empates de avanço a próxima rodada.

## Cronograma
Todos os horários estão na hora local (UTC+3).
| Data            | Hora  | Evento        |
| --------------- | ----- | ------------- |
| 16 de fevereiro | 09:52 | Eliminatórias |
| 16 de fevereiro | 19:20 | Semifinais    |
| 17 de fevereiro | 19:16 | Final         |

## Recordes
Antes desta competição, os recordes mundiais e do campeonato nesta prova eram os seguintes:
| Tipo                  | Atleta         | Tempo      | Local   | Data                |
| --------------------- | -------------- | ---------- | ------- | ------------------- |
|                       | Kaylee McKeown | 2m 03s 014 | Sydney  | 10 de março de 2023 |
| Recorde do campeonato | Regan Smith    | 2m 03s 035 | Gwangju | 26 de julho de 2019 |

## Medalhistas
| Ouro                           | Prata                      | Bronze                                            |
| Claire Curzan · Estados Unidos | Jaclyn Barclay · Austrália | Anastasiya Shkurdai Atletas Independentes Neutros |

## Resultados

### Eliminatórias
Esses foram os resultados das eliminatórias. A prova foi realizada no dia 16 de fevereiro com início às 09:52.
| Pos. | Bateria | Raia | Nadadora              | Nacionalidade                 | Tempo   | Notas |
| ---- | ------- | ---- | --------------------- | ----------------------------- | ------- | ----- |
| 1    | 4       | 4    | Claire Curzan         | Estados Unidos                | 2:10.50 | Q     |
| 2    | 2       | 4    | Jaclyn Barclay        | Austrália                     | 2:10.82 | Q     |
| 3    | 2       | 2    | Gabriela Georgieva    | Bulgária                      | 2:10.86 | Q     |
| 4    | 4       | 5    | Eszter Szabó-Feltóthy | Hungria                       | 2:10.95 | Q     |
| 5    | 4       | 3    | Anastasiya Shkurdai   | Atletas Independentes Neutros | 2:11.34 | Q     |
| 6    | 3       | 6    | Dóra Molnár           | Hungria                       | 2:11.35 | Q     |
| 7    | 3       | 5    | Laura Bernat          | Polónia                       | 2:11.51 | Q     |
| 8    | 2       | 5    | Adela Piskorska       | Polónia                       | 2:11.65 | Q     |
| 9    | 3       | 2    | Anastasia Gorbenko    | Cazaquistão                   | 2:11.78 | Q     |
| 10   | 4       | 7    | Sun Mingxia           | China                         | 2:11.79 | Q     |
| 11   | 3       | 4    | Freya Colbert         | Grã-Bretanha                  | 2:12.08 | Q     |
| 12   | 4       | 6    | África Zamorano       | Espanha                       | 2:12.55 | Q     |
| 13   | 2       | 3    | Lilla Bognar          | Estados Unidos                | 2:12.56 | Q     |
| 14   | 2       | 6    | Ingrid Wilm           | Canadá                        | 2:12.67 | Q     |
| 15   | 4       | 2    | Cindy Cheung          | Hong Kong                     | 2:13.11 | Q     |
| 16   | 3       | 7    | Hannah Pearse         | África do Sul                 | 2:13.26 | Q     |
| 17   | 2       | 7    | Maria Godden          | Irlanda                       | 2:13.30 |       |
| 18   | 3       | 3    | Camila Rebelo         | Portugal                      | 2:13.33 |       |
| 19   | 3       | 1    | Xeniya Ignatova       | Cazaquistão                   | 2:14.22 |       |
| 20   | 4       | 1    | Kristen Romano        | Porto Rico                    | 2:14.46 |       |
| 21   | 4       | 8    | Chua Xiandi           | Filipinas                     | 2:15.01 |       |
| 22   | 2       | 1    | Kim Seung-won         | Coreia do Sul                 | 2:17.16 |       |
| 23   | 2       | 8    | Janja Šegel           | Eslovênia                     | 2:17.31 |       |
| 24   | 2       | 0    | Celina Márquez        | El Salvador                   | 2:18.69 |       |
| 25   | 3       | 8    | Alexia Sotomayor      | Peru                          | 2:20.05 |       |
| 26   | 4       | 0    | Natalia Zaiteva       | Moldávia                      | 2:20.07 |       |
| 27   | 3       | 0    | Carolina Cermelli     | Panamá                        | 2:20.33 |       |
| 28   | 4       | 9    | Andrea Becali         | Cuba                          | 2:21.54 |       |
| 29   | 1       | 4    | Ariana Dirkzwager     | Laos                          | 2:24.69 |       |
| 30   | 1       | 5    | Jessica Humphrey      | Namíbia                       | 2:26.07 |       |
| 31   | 3       | 9    | Ganga Senavirathne    | Sri Lanka                     | 2:29.23 |       |
| 32   | 1       | 3    | Aynura Primova        | Turquemenistão                | 2:33.02 |       |

### Semifinais
Esses foram os resultados das semifinais. A prova foi realizada no dia 16 de fevereiro com início às 19:20.
| Pos. | Bateria | Raia | Nadadora              | Nacionalidade                 | Tempo   | Notas |
| ---- | ------- | ---- | --------------------- | ----------------------------- | ------- | ----- |
| 1    | 2       | 4    | Claire Curzan         | Estados Unidos                | 2:07.01 | Q     |
| 2    | 1       | 4    | Jaclyn Barclay        | Austrália                     | 2:08.85 | Q     |
| 3    | 1       | 5    | Eszter Szabó-Feltóthy | Hungria                       | 2:09.42 | Q     |
| 4    | 2       | 3    | Anastasiya Shkurdai   | Atletas Independentes Neutros | 2:09.76 | Q     |
| 5    | 2       | 5    | Gabriela Georgieva    | Bulgária                      | 2:09.95 | Q     |
| 6    | 2       | 6    | Laura Bernat          | Polónia                       | 2:10.00 | Q     |
| 7    | 1       | 3    | Dóra Molnár           | Hungria                       | 2:10.31 | Q     |
| 8    | 2       | 7    | Freya Colbert         | Grã-Bretanha                  | 2:10.67 | Q     |
| 9    | 2       | 2    | Anastasia Gorbenko    | Cazaquistão                   | 2:10.94 |       |
| 10   | 2       | 1    | Lilla Bognar          | Estados Unidos                | 2:11.26 |       |
| 11   | 1       | 7    | África Zamorano       | Espanha                       | 2:11.44 |       |
| 12   | 1       | 6    | Adela Piskorska       | Polónia                       | 2:11.57 |       |
| 13   | 1       | 1    | Ingrid Wilm           | Canadá                        | 2:11.88 |       |
| 14   | 1       | 2    | Sun Mingxia           | China                         | 2:12.07 |       |
| 15   | 1       | 8    | Hannah Pearse         | África do Sul                 | 2:13.29 |       |
| 16   | 2       | 8    | Cindy Cheung          | Hong Kong                     | 2:13.85 |       |

### Final
A final foi realizada em 17 de fevereiro às 19:16.
| Pos.              | Raia | Nadadora              | Nacionalidade                 | Tempo   | Notas |
| ----------------- | ---- | --------------------- | ----------------------------- | ------- | ----- |
| Medalha de ouro   | 4    | Claire Curzan         | Estados Unidos                | 2:05.77 |       |
| Medalha de prata  | 5    | Jaclyn Barclay        | Austrália                     | 2:07.03 |       |
| Medalha de bronze | 6    | Anastasiya Shkurdai   | Atletas Independentes Neutros | 2:09.08 |       |
| 4                 | 3    | Eszter Szabó-Feltóthy | Hungria                       | 2:09.76 |       |
| 5                 | 7    | Laura Bernat          | Polónia                       | 2:09.92 |       |
| 6                 | 2    | Gabriela Georgieva    | Bulgária                      | 2:10.11 |       |
| 7                 | 1    | Dóra Molnár           | Hungria                       | 2:11.01 |       |
| 8                 | 8    | Freya Colbert         | Grã-Bretanha                  | 2:11.22 |       |

Legenda
| Recorde mundial       | Recorde mundial (World record)               |                       | Recorde africano                      | Recorde africano (African) |                                           | Q | Classificado por posição (Qualified) |
| Recorde do campeonato | Recorde do campeonato (Championship record)  | Recorde da América    | Recorde da América (Americas)         | q                          | Classificado por melhor tempo (Qualified) |   |                                      |
| Melhor marca do ano   | Melhor marca do ano (World leading)          | Recorde asiático      | Recorde asiático (Asian)              | DNS                        | Não largou (Did not start)                |   |                                      |
| Recorde nacional      | Recorde nacional (National record)           | Recorde europeu       | Recorde europeu (European)            | DNF                        | Não terminou (Did not finish)             |   |                                      |
| Recorde pessoal       | Recorde pessoal do atleta (Personal best)    | Recorde da Oceania    | Recorde da Oceania (Oceania)          | DSQ / DQ                   | Desclassificado (Disqualified)            |   |                                      |
| Recorde da temporada  | Recorde da temporada do atleta (Season best) | Recorde sul-americano | Recorde sul-americano (South America) | NM                         | Sem marca (No mark)                       |   |                                      |